# Diego Ramos
Diego César Ramos (Buenos Aires, 29 de noviembre de 1972) es un actor, cantante, director de escena y presentador argentino.

## Biografía
Nació en el barrio de Palermo. Su padre, Alberto Ramos, fue médico y su madre, Silvia Ramos, ama de casa. Tiene dos hermanos, Cristian y Hernán, y una hermana, María Silvia. En el colegio secundario participó de un grupo de teatro que montaba sus propias obras.
A los dieciocho años, comenzó a estudiar arte dramático con Luisina Brando, Berta Goldenberg y Roxana Randón; técnica vocal y canto con Rodolfo Valss y Martín Durañona; tap con Rodrigo Cristofaro y Bebe Labougle; tango con Mauricio Aidar; caracterización con Candela Astariz; análisis e interpretación de texto con Alejandra Patricia Salvatico. Su vocación le trajo algunos inconvenientes al comienzo ya que el mandato familiar era que debía ser médico, como su padre. «Pero cuando decidió ser actor, lo único que le dijeron era que querían que por lo menos lo haga en un conservatorio “calentara un banco”», antes de esto estudió publicidad durante seis meses. Allí aprendió de una profesora que «uno estudia teatro para defenderse de los malos directores». Considera importante estudiar, continua tomando clases de canto, de baile, talleres de teatro y lo manifestó:

Yo soy actor, no sé si artista. Pero lo único que sé es que desde los 18 años no paro de estudiar, porque creo que estudiar es buenísimo por el desafío de creer, interpretar obras, personajes, etc., da cuenta Diego con sabiduría. Estudié canto y baile, no por querer ser cantante o bailarín, sino que son cosas que llevan al actor, al buen actor, si bien yo empecé en la tele rápido, esta bueno. Siempre me preocupo y me ocupo, como yo también soy público de teatro, de que mi dinero valga y mi tiempo valga, y mis ganas de entretenerles valgan. Así trabajo y así lo exijo.

## Trayectoria
Su carrera televisiva empezó cuando coincidió en una obra teatral con la productora de la novela Montaña rusa (1994), quien lo invitó a formar parte del elenco haciendo el papel de Maxi. A partir de allí participó en varios programas televisivos (Como pan caliente, Gino y Sueltos), hasta que el productor Alejandro Romay apostó por este actor poco conocido para poder protagonizar Ricos y famosos (1997) junto a Natalia Oreiro. Posteriormente se sumó a Verano del 98 (1998) y un año más tarde a Muñeca brava. Luego protagonizó Amor latino (2000), junto al galán cubano Mario Cimarro, e integró el elenco de Los médicos de hoy (2001). Ese mismo año fue convocado para ser el antagonista del protagonista de la novela colombiana Pedro el escamoso, participando luego en otras producciones colombianas: Ángel de la guarda, mi dulce compañía (2003), El auténtico Rodrigo Leal (2004) y Lorena (2005).
En 2006 retornó a la Argentina convocado para representar un papel en la versión para Colombia de Amas de casa desesperadas. También fue parte del elenco de la versión argentina del musical Sweet Charity, y participó luego en los programas televisivos adolescentes El refugio (2006) y Patito feo (2007). En 2007 participó de la segunda edición de Cantando por un sueño que fue una de las revelaciones del certamen, quedando afuera en semifinales ante Brenda Gandini. También tuvo una participación especial en la telecomedia Casados con hijos. En 2008 fue protagonista de Los exitosos Pells en el papel de Tomás Andrada. En 2009 protagonizó la novela Herencia de amor, a la cual se incorporó a mediados de temporada. En el año 2010, protagonizó la exitosa comedia Los 39 escalones, junto a Laura Oliva, Fabián Gianola y Nicolás Scarpino. Al año siguiente, dejó la obra y fue reemplazado por Fabián Mazzei.
A principios de 2011, fue convocado por su amiga la actriz Florencia Peña para formar parte de Sr. y Sra. Camas, una telecomedia de emisión diaria, producida por la misma actriz para la TV Pública de Argentina (Canal 7).
Desde 2012 hasta 2014 formó parte del programa televisivo Violetta (Disney Channel) actuando como Germán Castillo, el padre de Violetta (Martina Stoessel), el éxito internacional infantojuvenil. Severo pero gran padre, que intenta con tristeza esconder el pasado de su esposa muerta trágicamente a su hija.
En 2013 fue coprotagonista en la película Metegol, dirigida por Juan José Campanella, donde puso su voz al personaje de Grosso. La película fue estrenada el 18 de julio del mismo año. Este mismo año Diego Ramos se incorporó a la novela Solamente vos, protagonizada por Natalia Oreiro y Adrián Suar, con una participación especial. Ramos y Oreiro, que hicieron juntos el éxito de Ricos y famosos (la tira que en 1997 iba por Canal 9, en el horario central), volvieron a estar juntos en una ficción.
También en 2013 protagonizó Vale todo. Se trata de un musical que realizó en la temporada de verano en Mar del Plata, un proyecto exigente, con funciones casi tres horas de duración, en la que bailó y cantó junto a Enrique Pinti, Florencia Peña y otros treinta artistas. Este musical luego continuó con una gira nacional en 2014.
Incursionó en 2014 como presentador en el ciclo de entrevistas Lengua viva, transmitido por el canal CN23.

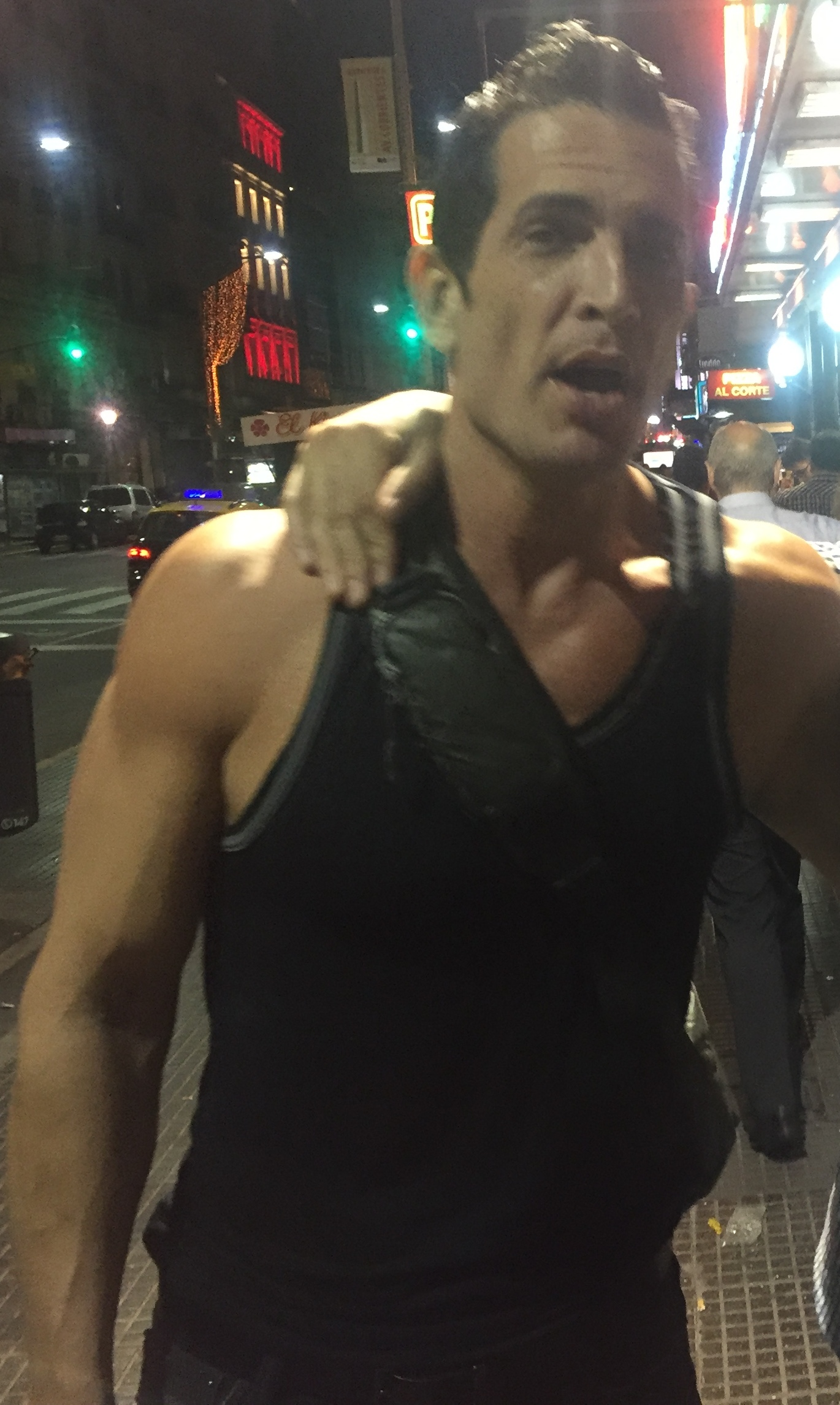
Diego Ramos en 2017.

En 2015,  por primera vez hizo temporada en Villa Carlos Paz, protagonizando la multipremiada Priscilla, la reina del desierto, donde deslumbró al público con su actuación interpretando a una “drag queen” que busca su lugar en el mundo del espectáculo. Continua el año y formó parte del elenco en la obra de teatro 39 escalones.
La actriz Juana Viale, participante de Showmatch (Bailando por un sueño 2015), lo eligió para presentar su coreografía de salsa en trío junto a su bailarín Facundo Arrigoni, teniendo una elogiosa presentación. Así mismo actuó como panelista del programa Gran Hermano 2015: El debate.
Luego estuvo al frente como conductor de un programa de concursos llamado Está cantado junto a la periodista Edith Hermida, un game show donde la música y la diversión fueron protagonistas excluyentes.
En 2016 actuó en Casa Valentina, que es una comedia emocional de alto impacto basada en historias reales, del año 1962, escrita por Harvey Fierstein (autor del musical de “La jaula de las locas” y de “Algo en común”, entre otras), versionada por Fernando Masllorens y Federico González Del Pino. Producida por Javier Faroni y dirigida por José María Muscari, también protagonizada por Gustavo Garzón, Fabián Vena, Nicolás Scarpino, Boy Olmi, Roly Serrano, Pepe Novoa y María Leal.
También en 2016, se involucró en propuestas como la telenovela de Telefé, Educando a Nina, con Griselda Siciliani y Esteban Lamothe, en la película de Martina Stoessel, Violetta, basada en la serie de Disney Channel en la que participó.
En julio de 2018 aceptó participar en el programa de Marcelo Tinelli, Bailando por un sueño. Conformó una pareja de famosos junto a Macarena Rinaldi que luego es remplazada por Lourdes Sánchez debido a una lesión.
En 2019, dirigió Los fantastickos protagonizada por Juan Rodo.

## Filmografía

### Cine
| Películas     | Películas                        | Películas       | Películas            | Películas             |
| Año           | Título                           | Personaje       | Notas                | Director              |
| ------------- | -------------------------------- | --------------- | -------------------- | --------------------- |
| 2013          | Metegol                          | Grosso          | Coprotagonista (voz) | Juan José Campanella  |
| 2015          | El desafío                       | Willy           | Personaje secundario | Juan Manuel Rampoldi  |
| 2016          | Tini: El gran cambio de Violetta | Germán Castillo | Personaje secundario | Juan Pablo Buscarini  |
| 2016          | Resentimental                    | León            | Coprotagonista       | Leo Damario           |
| 2021          | La panelista                     | Dr. Campoy      | Personaje secundario | Maximiliano Gutiérrez |
| Cortometrajes |                                  |                 |                      |                       |
| Año           | Título                           | Personaje       | Notas                | Director              |
| 1995          | El Señor D                       |                 |                      |                       |
| 2007          | Un Nuevo Trabajo                 |                 |                      |                       |

### Televisión
| Ficciones               | Ficciones                             | Ficciones                        | Ficciones                                                   | Ficciones                 |
| Año                     | Título                                | Personaje                        | Notas                                                       | Canal                     |
| ----------------------- | ------------------------------------- | -------------------------------- | ----------------------------------------------------------- | ------------------------- |
| 1991                    | Atreverse                             |                                  | Extra                                                       | Telefe                    |
| 1994–1995               | Montaña rusa                          | Maximiliano                      | Elenco principal                                            | El Trece                  |
| 1996                    | El último verano                      |                                  | Elenco principal                                            | El Trece                  |
| 1996                    | Gino                                  | Víctor                           | Coprotagonista                                              | El Trece                  |
| 1996                    | Sueltos                               |                                  | Participación especial                                      | El Trece                  |
| 1996                    | Como Pan Caliente                     |                                  | Participación especial                                      | El Trece                  |
| 1997                    | Ricos y famosos                       | Diego Salerno                    | Protagonista                                                | Canal 9                   |
| 1997                    | Ojitos Verdes                         |                                  | Elenco                                                      | Telefe                    |
| 1997                    | Casablanca                            |                                  | Telenovela no emitida                                       | Telefe                    |
| 1998–2000               | Verano del 98                         | Dr. Bruno Beláustegui            | Elenco principal                                            | Telefe                    |
| 1998                    | Lo tuyo es mío                        | Marcelo Morales                  | Protagonista                                                | Azul Televisión           |
| 1999                    | Muñeca brava                          | Sergio Costa Júnior              | Participación especial                                      | Telefe                    |
| 2000                    | Amor latino                           | Fernando Domeq                   | Protagonista                                                | Canal 9                   |
| 2001                    | Buenos vecinos                        | Dr. Nicolás Cendrero             | Participación especial                                      | Telefe                    |
| 2001                    | Los médicos de hoy 2                  | Nicolás Hernández                | Protagonista                                                | El Trece                  |
| 2001–2002               | Pedro el escamoso                     | Sandro Billycich                 | Personaje antagónico                                        | Caracol Televisión        |
| 2003                    | Angel de la Guarda, mi dulce compañía | Miguel Ángel Cruz                | Protagonista                                                | Telemundo                 |
| 2004                    | El auténtico Rodrigo Leal             | Alberto Díaz Lopera / Di Lorenzo | Participación especial                                      | Caracol Televisión        |
| 2005                    | Lorena                                | Miguel Ferrero                   | Protagonista                                                | RCN Televisión            |
| 2006                    | El Refugio                            | Él mismo                         | Participación especial                                      | El Trece                  |
| 2006–2008               | Amas de Casa Desesperadas             | Miguel Delfino / Santini         | Elenco principal                                            | RCN Televisión Univision  |
| 2006                    | Casados con hijos                     | Aníbal                           | Episodio: "Hasta que la suerte nos separe"                  | Telefe                    |
| 2007–2008               | Patito feo                            | Andrés / Federico Olivieri       | Elenco de reparto                                           | El Trece                  |
| 2007                    | Hechizada                             |                                  | Participación especial                                      | Telefe                    |
| 2008–2009               | Los exitosos Pells                    | Tomás Andrada                    | Coprotagonista                                              | Telefe                    |
| 2008                    | Toilette                              | Gasfitero                        | Participación especial                                      | Cosmopolitan              |
| 2009–2010               | Herencia de amor                      | Franco                           | Participación especial                                      | Telefe                    |
| 2009–2016               | Susana Gimenez: Sketch                | Varios                           | Participación especial                                      | Telefe                    |
| 2010                    | Sutiles diferencias                   | Doctor                           | Coprotagonista                                              | El Trece                  |
| 2011                    | Sr. y Sra. Camas                      | Leo Parisi                       | Coprotagonista                                              | Canal 7                   |
| 2011                    | Tres milagros                         | Valentino                        | Coprotagonista                                              | RCN Televisión            |
| 2012                    | Concubinos                            | Alejandro Domínguez              | Participación especial                                      | El Trece                  |
| 2012–2015               | Violetta                              | Germán Castillo                  | Coprotagonista                                              | Disney Channel            |
| 2013                    | Solamente vos                         | Segundo Benson                   | Participación especial                                      | El Trece                  |
| 2014                    | God's Equation                        | Ezequiel Sabaleta                | Coprotagonista                                              |                           |
| 2016                    | Educando a Nina                       | Patricio Arenas Telechea         | Coprotagonista                                              | Telefe                    |
| 2017                    | Fanny la fan                          | Mitch Pérez Tolosa               | Coprotagonista                                              | Telefe                    |
| 2018                    | Rizhoma Hotel                         | Aníbal Fleierman                 | Episodio 20: "Cirujano particular"                          | Telefe                    |
| 2018                    | El host                               | Jean Pierre Dumont               | Participación especial                                      | Fox                       |
| 2019                    | Millennials                           |                                  | Participación especial                                      | Net TV                    |
| Programas de televisión |                                       |                                  |                                                             |                           |
| Año                     | Título                                | Rol                              | Notas                                                       | Canal                     |
| 2000                    | La guerra de los sexos                | Conductor                        | Programa de juegos                                          | Azul Televisión           |
| 2004                    | El mejor partido                      | Conductor                        | Reality show                                                | Caracol Televisión        |
| 2007                    | High School Musical                   | Jurado                           | Reality show                                                | El Trece                  |
| 2007                    | Cantando por un Sueño                 | Participante                     | Temporada 2 (Semifinalista)                                 | El Trece                  |
| 2012                    | Sábado Show                           | Jurado                           | Programa de talentos                                        | El Trece                  |
| 2013                    | Kids' Choice Awards Argentina         | Conductor                        | Entrega de premios                                          | Nickelodeon               |
| 2014                    | Premios Orgullo Ciudadano             | Conductor                        | Entrega de premios                                          | TV Pública                |
| 2014                    | Lengua viva                           | Conductor                        | Programa de entrevistas                                     | CN23                      |
| 2015                    | Está cantado                          | Conductor                        | Programa de entretenimiento                                 | Canal 9                   |
| 2015                    | Baila Córdoba                         | Jurado                           | Programa de baile                                           | Canal 12                  |
| 2015, 2018              | Showmatch: Bailando por un sueño      | Participante                     | Temporada 10 (Invitado) Temporada 13 (16° Pareja eliminada) | El Trece                  |
| 2015                    | Gran Hermano 2015: El debate          | Panelista                        | Reality show                                                | América TV                |
| 2016                    | Vernucci Moda Show                    | Conductor                        | Desfile de moda                                             | Canal 9                   |
| 2017                    | Premios Estrella de Mar               | Conductor                        | Entrega de premios                                          | TV Pública                |
| 2018                    | La tribuna de Guido                   | Jurado                           | Programa de talentos                                        | El Trece                  |
| 2019-2020               | Tarde pero temprano                   | Conductor                        | Espectáculos                                                | Net TV                    |
| 2020                    | Mientras no estabas                   | Conductor                        | Estilo de vida                                              | Discovery Home and Health |
| 2020-2021               | Cortá por Lozano                      | Panelista                        | Espectáculos                                                | Telefe                    |
| 2021                    | TV Nostra                             | Panelista                        | Entretenimiento                                             | América TV                |
| 2021                    | Editando tele                         | Conductor de reemplazo           | Entretenimiento                                             | Net TV                    |
| 2022                    | LPA                                   | Panelista                        | Entretenimiento                                             | América TV                |
| 2023                    | Estamos a tiempo - Extra              | Conductor                        | Noticias                                                    | América TV                |
| 2023                    | EPA!                                  | Conductor de reemplazo           | Interés general                                             | América TV                |
| 2023-presente           | Mañanísima                            | Panelista/Conductor              | Espectáculos                                                | eltrece                   |

## Teatro
| Actuación   | Actuación                                  | Actuación         | Actuación                   |
| Año         | Título                                     | Personaje         | Dirección                   |
| ----------- | ------------------------------------------ | ----------------- | --------------------------- |
| 1992        | La aventura infinita                       | Cristóbal Colón   |                             |
| 1994        | Kean                                       | Edmund Kean       | Joaquín Vida                |
| 1995        | El círculo de tiza caucasiano              | Azdak             |                             |
| 1995 - 1996 | Montaña rusa                               | Maxi              |                             |
| 1997        | El Zoo de Cristal                          | Tom               |                             |
| 1998        | La cenicienta                              | Príncipe azul     | A. Básalo                   |
| 1999        | En mi cuarto Blancanieves                  | Príncipe azul     | A. Básalo                   |
| 2001        | La tiendita del horror                     | Seymour Krelborn  | Alejandro Romay             |
| 2001        | Sueño de una noche de verano (A Beneficio) |                   |                             |
| 2006 - 2007 | Sweet Charity                              | Vittorio Vidal    | Enrique Federman            |
| 2008        | Descubriendo el país de no me acuerdo      | Salvador          | Juan Bautista Carreras      |
| 2009        | Doña disparate y bambuco                   | Bambuco           | Juan Bautista Carreras      |
| 2010        | Descubriendo el país de no me acuerdo      | Salvador          | Juan Bautista Carreras      |
| 2010 - 2011 | Los 39 escalones                           | Richard Hannay    | Manuel González Gil         |
| 2011        | La novicia rebelde                         | Capitán von Trapp | Jonathan Butterell          |
| 2011 - 2012 | Te quiero sos perfecto... cambia           |                   | Ricky Pashkus               |
| 2012        | Descubriendo el país de no me acuerdo      | Salvador          | Juan Bautista Carreras      |
| 2013        | Antonio y Cleopatra                        | Antonio           | Patricio Orozco             |
| 2013 - 2014 | Vale todo (Anything Goes)                  | Billy Crocker     | Alejandro Tantanian         |
| 2015        | Priscilla, reina del desierto              | Adam / Felicia    | Valeria Ambrosio            |
| 2015        | Los 39 escalones                           | Richard Hannay    | Manuel González Gil         |
| 2016        | Un viaje al país de no me acuerdo          | Salvador          | Juan Bautista Carreras      |
| 2016        | The Rocky Horror Show                      | El Criminólogo    | Andie Say                   |
| 2016 - 2018 | Casa Valentina                             | Gloria Grams      | José María Muscari          |
| 2018        | Bollywood                                  |                   | José María Muscari          |
| 2018        | Cuentos de la selva                        | Horacio           | Gastón Mariono              |
| 2018 - 2019 | Locos por Luisa                            |                   | Carlos Olivieri             |
| 2019        | Sex, viví tu experiencia                   |                   | José María Muscari          |
| 2023        | Plagio                                     |                   | José María Muscari          |
| Dirección   |                                            |                   |                             |
| Año         | Título                                     | Género            | Porducción                  |
| 2018        | Falsettos                                  | Comedia musical   | Javier Faroni               |
| 2018        | Tommy, the Who                             | Comedia musical   | Ximena Biosca y Diego Ramos |
| 2019        | Los fantastikos                            | Comedia musical   | Julieta Kalik               |

## Radio
| Programas radiales | Programas radiales | Programas radiales | Programas radiales | Programas radiales |
| Año                | Título             | Rol                | Notas              | Radio              |
| ------------------ | ------------------ | ------------------ | ------------------ | ------------------ |
| 2016               | Chapeau Argentina  | Conductor          | Invitado           | Radio y Punto      |

## Premios y nominaciones
| Premios y nominaciones | Premios y nominaciones         | Premios y nominaciones                                     | Premios y nominaciones           | Premios y nominaciones |
| Año                    | Premio                         | Categoría                                                  | Trabajo                          | Resultado              |
| ---------------------- | ------------------------------ | ---------------------------------------------------------- | -------------------------------- | ---------------------- |
| 2000                   | Premios Viva                   | Mejor Actor                                                | Ricos y famosos                  | Nominado               |
| 2001                   | Premios Florencio Sánchez      | Mejor Actor de Comedia Musical                             | La tiendita del Horror           | Nominado               |
| 2002                   | Premios Mara                   | Mejor Actor Revelación de Telenovela                       | Pedro el escamoso                | Ganador                |
| 2009                   | Premios Martín Fierro          | Mejor Actor de Reparto en Comedia                          | Los exitosos Pells               | Ganador                |
| 2009                   | Premios Clarín                 | Mejor Actor de Comedia                                     | Los exitosos Pells               | Nominado               |
| 2014                   | Premios Estrella de Mar        | Mejor Labor Musical                                        | Vale Todo (Anything Goes)        | Nominado               |
| 2015                   | Premios VOS                    | Mejor Actor                                                | Priscilla, La Reina del Desierto | Nominado               |
| 2015                   | Premios Carlos                 | Mejor Actor                                                | Priscilla, La Reina del Desierto | Nominado               |
| 2016                   | Premios Tato                   | Mejor Actor de Reparto                                     | Educando a Nina                  | Nominado               |
| 2017                   | Premios Estrella de Mar        | Mejor Actuación Protagónica Masculina de Comedia Dramática | Casa Valentina                   | Ganador                |
| 2017                   | Premios Martín Fierro          | Mejor Actor Protagónico de comedia                         | Educando a Nina                  | Ganador                |
| 2018                   | Premios Hugo al Teatro Musical | Revelación masculina (como director)                       | Falsettos                        | Ganador                |
| 2019                   | Premios VOS                    | Mejor Labor Destacada en Comedia                           | Locos por Luisa                  | Nominado               |
| 2019                   | Premios Carlos                 | Mejor Actor de Reparto                                     | Locos por Luisa                  | Ganador                |